# Rudolf Burkert
Rudolf Burkert (Polubný, 31 ottobre 1904 – 7 giugno 1985) è stato uno sciatore nordico cecoslovacco naturalizzato tedesco attivo sia nel salto con gli sci, sia nella combinata nordica.
Nelle liste FIS è registrato, erroneamente, come Rudolf Purkert.

## Biografia
Cecoslovacco di etnia tedesca, Burkert ottenne il primo risultato internazionale di rilievo ai Mondiali del 1927 disputati a Cortina d'Ampezzo (Italia), ai quali vinse la medaglia d'oro nella combinata nordica anche grazie all'assenza degli atleti finlandesi e norvegesi, all'epoca dominatori della specialità.
L'anno seguente, ai II Giochi olimpici invernali di Sankt Moritz 1928 (Svizzera), si classificò 12° nella combinata nordica e vinse la medaglia di bronzo nel salto con gli sci con il punteggio di 17,937, dietro ai norvegesi Alf Andersen e Sigmund Ruud. Fu il primo cecoslovacco a vincere una medaglia ai Giochi olimpici invernali. Burkert colse il suo ultimo successo ai Mondiali del 1933 disputati a Innsbruck (Austria), ai quali vinse la medaglia d'argento nel salto con gli sci: meglio di lui fece soltanto lo svizzero Marcel Raymond. Per via di un infortunio occorsogli al piede l'anno seguente dovette ritirarsi dalle competizioni sportive.
Durante la Seconda guerra mondiale fu considerato cittadino tedesco, ma venne esonerato dal prestare servizio militare proprio a causa della menomazione alla gamba. Al termine del conflitto fu espulso dalla Cecoslovacchia e nel 1968 riparò definitivamente in Germania, dove risiedette fino alla morte avvenuta nel 1985.

## Palmarès

### Olimpiadi
- 1 medaglia, valida anche a fini iridati:
  - 1 bronzo (combinata nordica a Sankt Moritz 1928)

### Mondiali
- 2 medaglie, oltre a quelle conquistate in sede olimpica e valide anche a fini iridati:
  - 1 oro (combinata nordica a Cortina d'Ampezzo 1927)
  - 1 argento (salto con gli sci a Innsbruck 1933)